# Lijst van vroege Litouwse hertogen

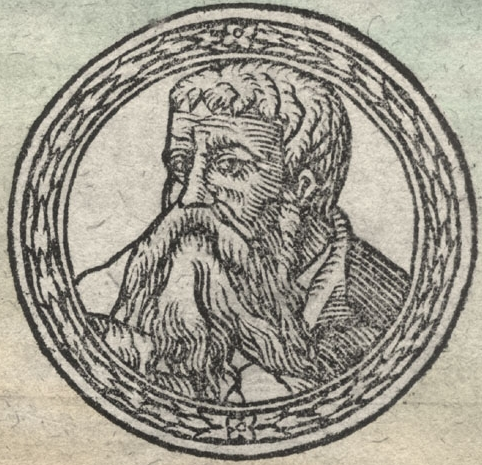
Vykintas, een van de vermelde heersers.

De vroege hertogen van Litouwen (inclusief Samogitië) regeerden over de Litouwers voordat deze verenigd werden door Mindaugas in één staat, het Groothertogdom Litouwen. De informatie over de vroegere heersers over Litouwen zijn vrij schaars en beperken zich slechts tot een paar bronnen. De belangrijkste hiervan zijn de Kroniek van Hendrik van Lijfland en de Codex van Hypathios.

## Genoemde Litouwse heersers in historische bronnen
- Žvelgaitis (Svelgates) - oudst bekende hertog. Viel in 1205 Riga aan en werd verslagen door Viestards.
- Daugirutis (Dangerutis, Dangeruthe) - werd gevangen genomen door de Lijflanders.
- Stekšys (Stakys, Steksė) - sneuvelde in 1214 bij Lielvārde.
- De vader van Mindaugas. - Verschillende bronnen noemen hem, alleen zonder naam. Zestiende-eeuwse genealogieën noemen hem Ryngold of Ringaudas.

De volgende Litouwse hertogen waren aanwezig in 1219 toen ze een verdrag tekenden met het Koninkrijk Galicië-Wolynië:
- Ouderen:
  - Živinbudas
  - Daujotas
  - Dausprungas
  - Mindaugas (broer van Dausprungas)
  - Vilikaila (broer van Dausprungas)
- Heersers van Samoitië:
  - Erdvilas
  - Vykintas
- Ruškaičiai familie:
  - Kintibutas
  - Vembutas
  - Butautas
  - Vyžeikis
  - Velžys (zoon Vyžeikis)
  - Kitenis
  - Plikienė (vrouw van Plikys)
- Bulionys familie:
  - Vismantas
  - Gedvilas
  - Sprudeikis
- Heersers van Deltuva:
  - Juodikis
  - Buteikis
  - Bikšys
  - Ligeikis